# David Wright (baseballista)
David Allen Wright (ur. 20 grudnia 1982) – amerykański baseballista, który występował na pozycji trzeciobazowego w New York Mets. Od 2013 kapitan tego zespołu. Siedmiokrotny uczestnik Meczu Gwiazd, dwukrotny zdobywca Złotej Rękawicy, dwukrotny zdobywca Silver Slugger Award. Rekordzista klubowy między innymi pod względem liczby uderzeń i RBI. Nosi przydomek Captain America.

## Minor League Baseball
Po ukończeniu szkoły średniej w 2000, otrzymał ofertę stypendium z Georgia Tech, jednak po wyborze w pierwszej rundzie draftu w czerwcu 2001 z numerem 38. przez New York Mets, zdecydował się podpisać kontrakt z organizacją tego klubu. Zawodową karierę rozpoczął od występów w Kingsport Mets (poziom Rookie). Następnie w 2002 grał w Capital City Bombers (Class A), a w 2003 St. Lucie Mets (Class A Advanced).
Na początku 2004 został zaproszony do zespołu New York Mets na występy w spring training, jednak po jego zakończeniu został odesłany do Binghamton Mets (Double A), w którym rozegrał 60 meczów i uzyskał średnią 0,363, zdobył 10 home runów i zaliczył 40 RBI. W czerwcu został przesunięty do zespołu Norfolk Tides (Triple A), gdzie w 31 spotkaniach osiągnął średnią 0,298.

## Major League Baseball

### New York Mets
21 lipca 2004 otrzymał powołanie do 40-osobowego składu New York Mets i tego samego dnia zadebiutował w Major League Baseball na trzeciej bazie w meczu przeciwko Montreal Expos na Shea Stadium. Dzień później w spotkaniu z Expos zaliczył pierwsze uderzenie (double) w MLB. 26 lipca 2004 w meczu z Expos rozegranym na Stadionie Olimpijskim w Montrealu zdobył pierwszego home runa w MLB. Pierwszy sezon w MLB zakończył ze średnią 0,299, ponadto zdobył 14 home runów i zaliczył 40 RBI.

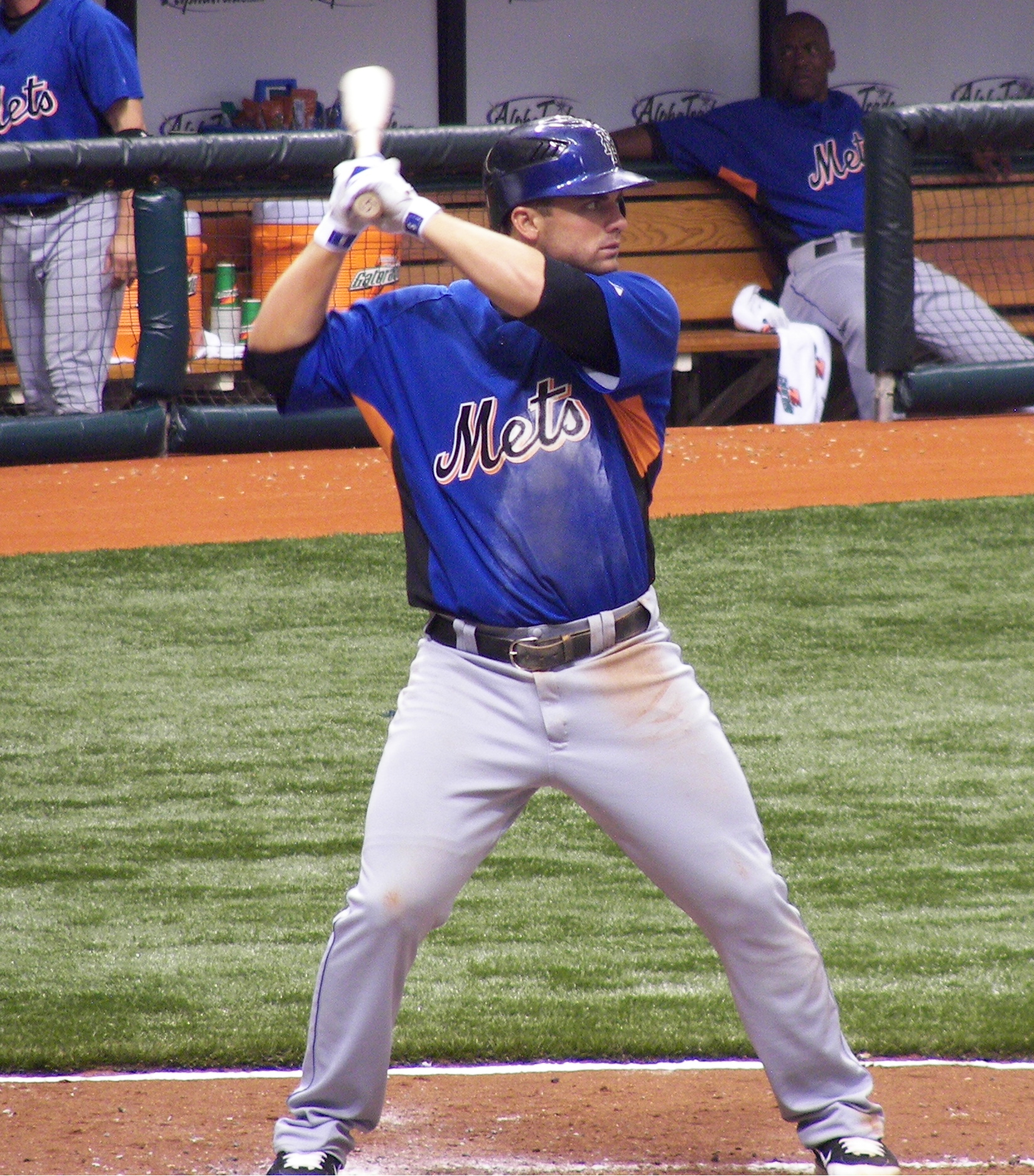
David Wright podczas spring training w 2007 roku

W lipcu 2006 otrzymał najwięcej głosów spośród trzeciobazowych od kibiców wybierających zawodników do Meczu Gwiazd, który odbył się 11 lipca 2006. W swoim pierwszym podejściu w All-Star Game zdobył home runa w drugiej połowie drugiej zmiany po narzucie Kenny'ego Rogersa, dając prowadzenie NL All-Star Team 1–0. Dzień wcześniej wystąpił w Home Run Derby, gdzie przegrał w rundzie finałowej z Ryanem Howardem z Philadelphia Phillies. 6 sierpnia 2006 podpisał nowy, sześcioletni kontrakt wart 55 milionów dolarów W tym samym roku po raz pierwszy wystąpił w play off. Mets dotarli do National League Championship Series, w których ulegli St. Louis Cardinals 3–4. W listopadzie 2006 wziął udział w MLB Japan All-Star Series, serii meczów między zespołami gwiazd z MLB i NPB.

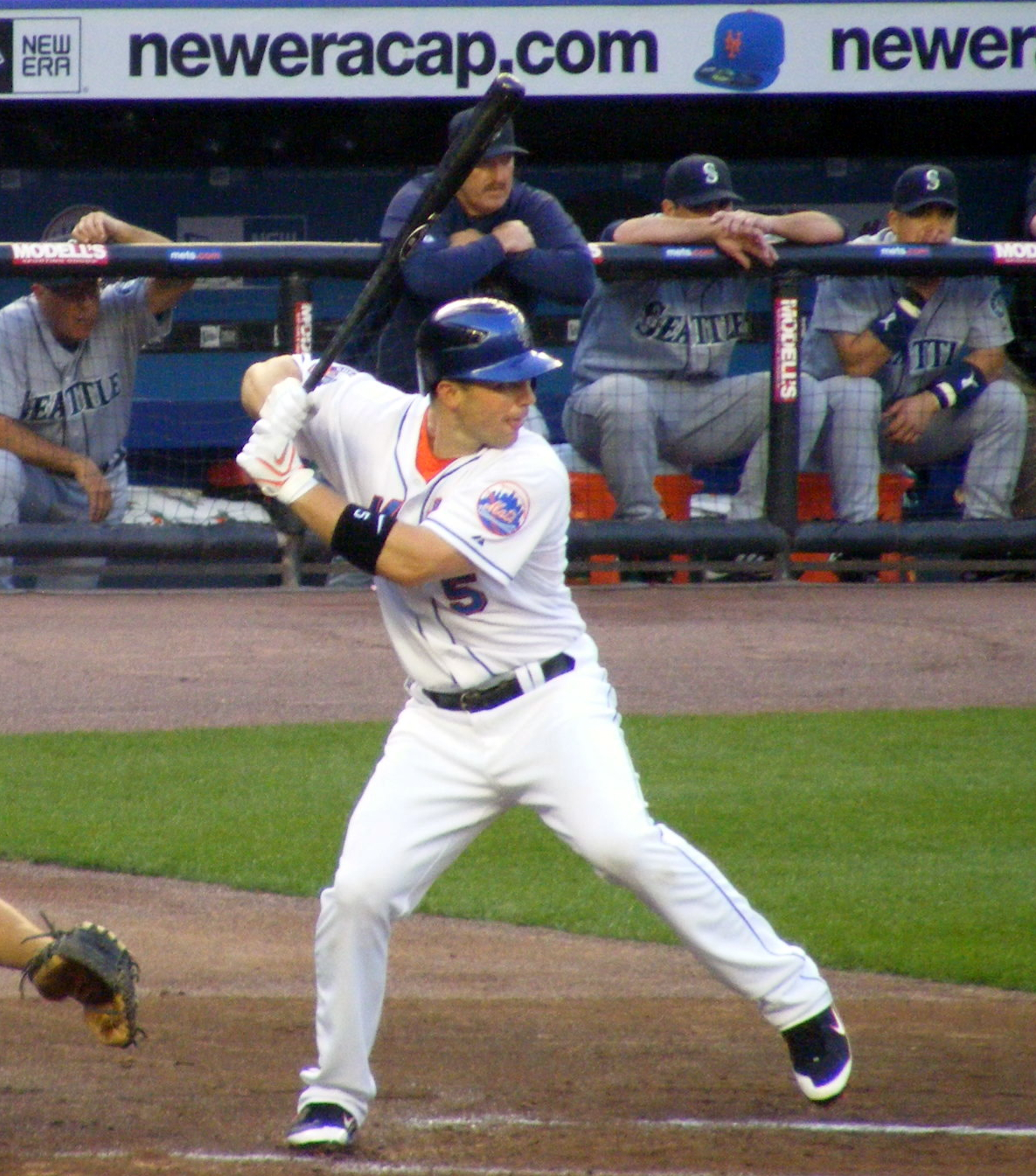
David Wright w 2008

10 lipca 2007 po raz drugi z rzędu wyszedł w wyjściowym składzie NL All-Star Team. W sezonie 2007 został uznany najlepszym obrońcą spośród trzeciobazowych i zdobył pierwszą w karierze Złotą Rękawicę. Ponadto uzyskał średnią 0,325, zaliczył 107 RBI, zdobył 30 home runów, skradł 34 bazy i został trzecim w historii klubu zawodnikiem, który wstąpił do Klubu 30–30. Otrzymał również nagrodę Silver Slugger Award, a w głosowaniu do nagrody MVP National League zajął 4. miejsce. W 2008 wystąpił jako rezerwowy w swoim trzecim Meczu Gwiazd i po raz drugi z rzędu został nagrodzony Złotą Rękawicą i Silver Slugger Award.
13 kwietnia 2009 w meczu przeciwko San Diego Padres, został pierwszym baseballistą New York Mets, który zdobył home runa na nowo wybudowanym stadionie Citi Field. W lipcu 2009 po raz czwarty z rzędu zagrał w All-Star Game i po raz trzeci w wyjściowym składzie. 15 sierpnia 2009 w spotkaniu z San Francisco Giants został uderzony piłką w głowę po narzucie Matta Caina, po czym zmuszony był pauzować przez dwa tygodnie.
5 kwietnia 2010 w meczu otwarcia z Florida Marlins na Citi Field zdobył home runa w pierwszym podejściu. 27 kwietnia 2010 w spotkaniu z Los Angeles Dodgers został najmłodszym zawodnikiem w historii klubu, który osiągnął pułap 1000 uderzeń. W czerwcu 2010 osiągnął średnią 0,404, zdobył 6 home runów, zaliczył 29 RBI i został wybrany najlepszym baseballistą miesiąca. 13 lipca 2010 po raz piąty z rzędu wystąpił w Meczu Gwiazd i po raz czwarty w wyjściowym składzie. W maju 2011 doznał kontuzji pleców, co wykluczyło go z gry na dwa miesiące.
25 kwietnia 2012 w meczu przeciwko Miami Marlins na Citi Field ustanowił klubowy rekord zaliczając 735. RBI i wyprzedził w tej klasyfikacji Darryla Strawberry'ego. W lipcu 2012 zajął 2. miejsce w głosowaniu kibiców do wyjściowego składu NL All-Star Team za Pablo Sandovalem z San Francisco Giants. 24 sierpnia 2012 w spotkaniu z Houston Astros zdobył 200. home runa w MLB, zaś 26 września 2012 w meczu przeciwko Pittsburgh Pirates pobił klubowy rekord należący do Eda Kranepoola, zaliczając 1419. uderzenie. W głosowaniu na najbardziej wartościowego zawodnika zajął 6. miejsce. W listopadzie 2012 podpisał nowy, ośmioletni kontrakt wart 138 milionów dolarów; to najwyższy kontrakt w historii klubu.
Przed rozpoczęciem sezonu 2013 został czwartym w historii klubu (po Johnie Franco, Garym Carterze i Keicie Hernandezie) kapitanem zespołu. W czerwcu 2013 został wyznaczony na kapitana National League na lipcowe Home Run Derby, a po występie w Meczu Gwiazd został czwartym zawodnikiem New York Mets, który zaliczył przynajmniej siedem występów w All-Star Game. 20 września 2012 w meczu przeciwko Philadelphia Phillies zdobył 221. home runa i przesunął się w klubowej klasyfikacji wszech czasów na 2. miejsce, wyprzedzając Mike'a Piazzę.
14 kwietnia 2015 w spotkaniu z Phillies doznał kontuzji kolana przy próbie kradzieży drugiej bazy. Podczas rehabilitacji zdiagnozowano u niego również zwężenie kanału kręgowego. 10 sierpnia 2015 rozpoczął występy w St. Lucie Mets, a do 40-osobowego składu New York Mets powrócił dwa tygodnie później. W tym samym roku zagrał w pięciu meczach World Series, w których Mets przegrali z Kansas City Royals 1–4.
21 maja 2016 w meczu z Milwaukee Brewers na Citi Field przy stanie 4–4 i wszystkich bazach zajętych, zaliczył zwycięskie RBI single. 16 czerwca 2016 z powodu dyskopatii szyjnej zmuszony był przejść operację, co wykluczyło go z gry do końca sezonu 2017.
Po raz ostatni zagrał 29 września 2018 w meczu przeciwko Miami Marlins.

## World Baseball Classic

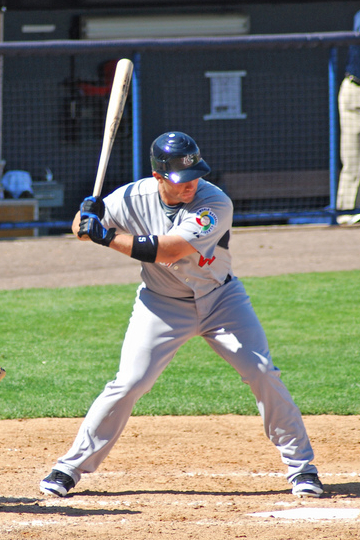
David Wright podczas turnieju World Baseball Classic w 2009 roku

W 2009 był w składzie reprezentacji Stanów Zjednoczonych na turnieju World Baseball Classic. 17 marca w meczu z Portoryko zaliczył walk-off hit w drugiej połowie dziewiątej zmiany, co dało awans Amerykanom do dalszej części turnieju.
Po raz drugi w World Baseball Classic wystąpił w 2013 roku. W wygranym przez USA 6–2 meczu grupowym z reprezentacją Włoch, zdobył grand slama, a w spotkaniu drugiej rundy przeciwko Portoryko zaliczył 5 RBI, po czym zyskał przydomek Captain America.

## Działalność charytatywna
W 2005 roku założył fundację David Wright Foundation, której początkowo celem było wspieranie osób ze stwardnieniem rozsianym. Inauguracyjna impreza fundacji miała miejsce w 16 grudnia 2005 w klubie członków New York Stock Exchange. W późniejszym okresie fundacja rozszerzyła zakres udzielanej pomocy, między innymi również dla dzieci, wspierając edukację i poprawę jakości ich życia.

## Rekordy klubowe
Stan na koniec sezonu 2016
| Osiągnięcie               | Rekord |
| ------------------------- | ------ |
| Najwięcej RBI             | 970    |
| Najwięcej double'ów       | 390    |
| Najwięcej baz ogółem      | 2945   |
| Najwięcej runów           | 949    |
| Najwięcej uderzeń         | 1777   |
| Najwięcej extra base hits | 658    |
| Najwięcej sacrifice flies | 65     |
| Najwięcej baz za darmo    | 761    |

## Nagrody i wyróżnienia

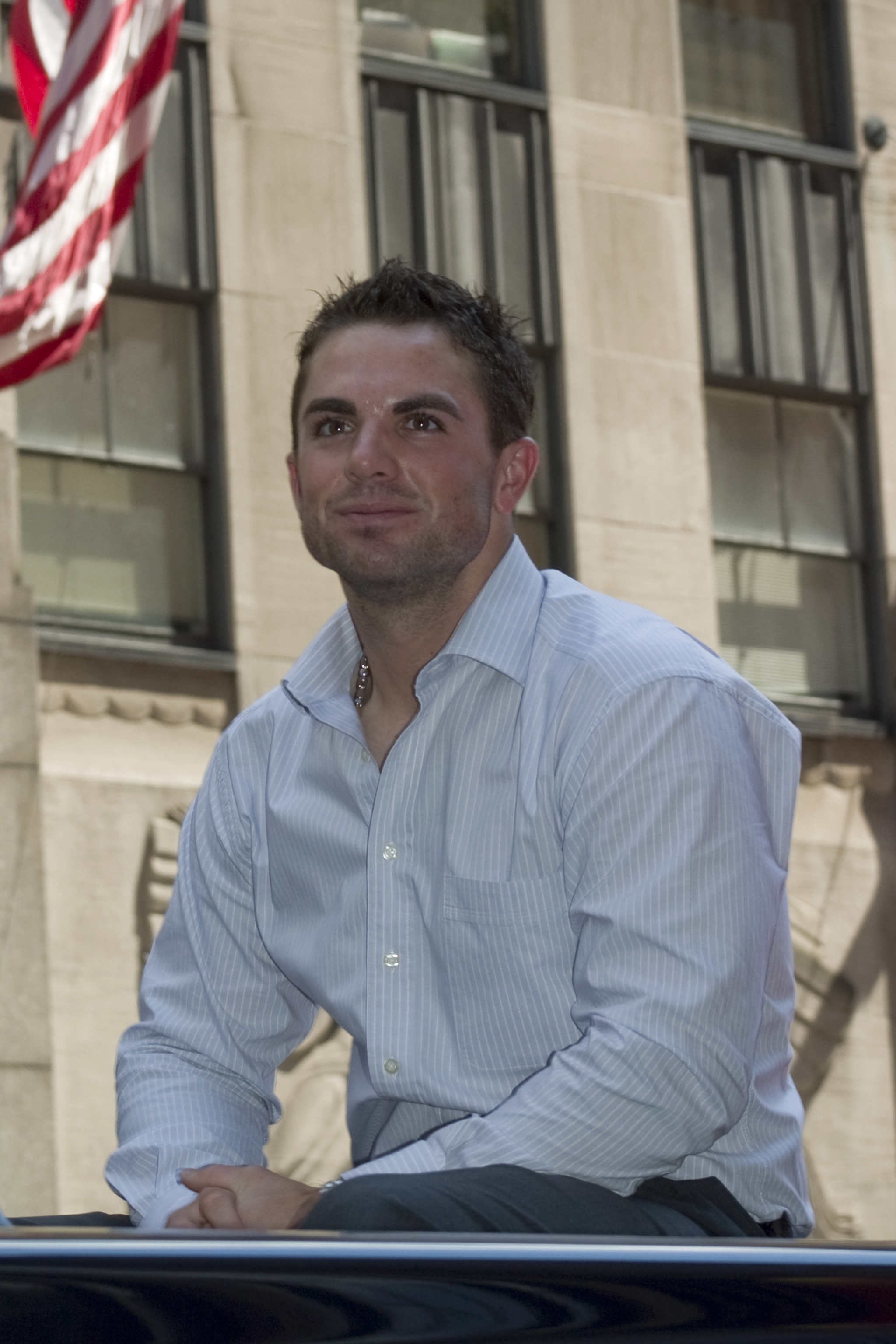
David Wright podczas parady przed Meczem Gwiazd w St. Louis 14 lipca 2009

| Nagroda/wyróżnienie        | Lata                                     | Źródło |
| 7× All-Star                | 2006, 2007, 2008, 2009, 2010, 2012, 2013 | [ 36 ] |
| 2× Gold Glove Award        | 2007, 2008                               | [ 37 ] |
| 2× Silver Slugger Award    | 2007, 2008                               | [ 38 ] |
| 30–30 club                 | 2007                                     | [ 39 ] |
| # 5 zastrzeżony przez Mets | 2025                                     | [ 40 ] |

## Statystyki
Sezon zasadniczy
| Sezon              | Klub               | G    | PA   | AB   | R   | H    | 2B  | 3B | HR  | RBI | SB  | CS | BB  | SO   | BA    | OBP   | SLG   | OPS   |
| ------------------ | ------------------ | ---- | ---- | ---- | --- | ---- | --- | -- | --- | --- | --- | -- | --- | ---- | ----- | ----- | ----- | ----- |
| 2004               | NYM                | 69   | 283  | 263  | 41  | 77   | 17  | 1  | 14  | 40  | 6   | 0  | 14  | 40   | 0,293 | 0,332 | 0,525 | 0,857 |
| 2005               | NYM                | 160  | 657  | 575  | 99  | 176  | 42  | 1  | 27  | 102 | 17  | 7  | 72  | 113  | 0,306 | 0,388 | 0,523 | 0,912 |
| 2006               | NYM                | 154  | 661  | 582  | 96  | 181  | 45  | 5  | 26  | 116 | 20  | 5  | 66  | 113  | 0,311 | 0,381 | 0,531 | 0,912 |
| 2007               | NYM                | 160  | 711  | 604  | 113 | 196  | 42  | 1  | 30  | 107 | 34  | 5  | 94  | 115  | 0,325 | 0,416 | 0,546 | 0,963 |
| 2008               | NYM                | 160  | 736  | 626  | 115 | 189  | 42  | 2  | 33  | 124 | 15  | 5  | 94  | 118  | 0,302 | 0,390 | 0,534 | 0,924 |
| 2009               | NYM                | 144  | 618  | 535  | 88  | 164  | 39  | 3  | 10  | 72  | 27  | 9  | 74  | 140  | 0,307 | 0,390 | 0,447 | 0,837 |
| 2010               | NYM                | 157  | 670  | 587  | 87  | 166  | 36  | 3  | 29  | 103 | 19  | 11 | 69  | 161  | 0,283 | 0,354 | 0,503 | 0,856 |
| 2011               | NYM                | 102  | 447  | 389  | 60  | 99   | 23  | 1  | 14  | 61  | 13  | 2  | 52  | 97   | 0,254 | 0,345 | 0,427 | 0,771 |
| 2012               | NYM                | 156  | 670  | 581  | 91  | 178  | 41  | 2  | 21  | 93  | 15  | 10 | 81  | 112  | 0,306 | 0,391 | 0,492 | 0,883 |
| 2013               | NYM                | 112  | 492  | 430  | 63  | 132  | 23  | 6  | 18  | 58  | 17  | 3  | 55  | 79   | 0,307 | 0,390 | 0,514 | 0,904 |
| 2014               | NYM                | 134  | 586  | 535  | 54  | 144  | 30  | 1  | 8   | 63  | 8   | 5  | 42  | 113  | 0,269 | 0,324 | 0,374 | 0,698 |
| 2015               | NYM                | 38   | 174  | 152  | 24  | 44   | 7   | 0  | 5   | 17  | 2   | 1  | 22  | 36   | 0,289 | 0,379 | 0,434 | 0,814 |
| 2016               | NYM                | 37   | 164  | 137  | 18  | 31   | 8   | 0  | 7   | 14  | 3   | 2  | 26  | 55   | 0,226 | 0,350 | 0,438 | 0,788 |
| 2018               | NYM                | 2    | 3    | 2    | 0   | 0    | 0   | 0  | 0   | 0   | 0   | 0  | 1   | 0    | 0,000 | 0,333 | 0,000 | 0,333 |
| Łącznie w karierze | Łącznie w karierze | 1585 | 6872 | 5998 | 949 | 1777 | 390 | 26 | 242 | 970 | 196 | 65 | 762 | 1292 | 0,296 | 0,376 | 0,491 | 0,867 |

Postseason
| Sezon              | Klub               | S                  | P                  | Wynik              | G  | PA  | AB | R  | H  | 2B | 3B | HR | RBI | SB | CS | BB | SO | BA    | OBP   | SLG   | OPS   |
| ------------------ | ------------------ | ------------------ | ------------------ | ------------------ | -- | --- | -- | -- | -- | -- | -- | -- | --- | -- | -- | -- | -- | ----- | ----- | ----- | ----- |
| 2006               | NYM                | NLDS               | LAD                | Wyg.               | 3  | 13  | 12 | 1  | 4  | 2  | 0  | 0  | 4   | 0  | 0  | 1  | 4  | 0,333 | 0,385 | 0,500 | 0,885 |
| 2006               | NYM                | NLCS               | STL                | Przeg.             | 7  | 29  | 25 | 2  | 4  | 1  | 0  | 1  | 2   | 0  | 0  | 4  | 4  | 0,160 | 0,276 | 0,320 | 0,596 |
| 2015               | NYM                | NLDS               | LAD                | Wyg.               | 5  | 21  | 16 | 1  | 1  | 0  | 0  | 0  | 2   | 0  | 0  | 5  | 7  | 0,063 | 0,286 | 0,063 | 0,348 |
| 2015               | NYM                | NLCS               | CHC                | Wyg.               | 4  | 18  | 14 | 5  | 4  | 2  | 0  | 0  | 1   | 1  | 0  | 4  | 5  | 0,286 | 0,444 | 0,429 | 0,873 |
| 2015               | NYM                | WS                 | KCR                | Przeg.             | 5  | 25  | 24 | 1  | 5  | 0  | 0  | 1  | 4   | 0  | 1  | 1  | 8  | 0,208 | 0,240 | 0,333 | 0,573 |
| Łącznie w karierze | Łącznie w karierze | Łącznie w karierze | Łącznie w karierze | Łącznie w karierze | 24 | 106 | 91 | 10 | 18 | 5  | 0  | 2  | 13  | 1  | 1  | 15 | 28 | 0,198 | 0,311 | 0,319 | 0,630 |